# Años 1740
Los años 1740 fueron una década que comenzó el 1 de enero de 1740 y finalizó el 31 de diciembre de 1749.

## Acontecimientos
- 1740 - Benedicto XIV sucede a Clemente XII como papa.
- 1748 - Tratado de Aquisgrán (1748)

## Personas destacadas
- Madame de Lamballe
- María Teresa Luisa de Saboya-Carignan